# 窝依加依劳牧场
窝依加依劳牧场，是中华人民共和国新疆维吾尔自治区塔城地区塔城市下辖的一个乡镇级行政单位。

## 行政区划
窝依加依劳牧场下辖以下地区：
牧业一队村、牧业二队村、牧业三队村、大畜队村、铁热克特村、那尔太村、农业一队村、农业二队村、喀尔格曼吉克队村和哈落依队村。